# Какасахеб Калелкар
Какасахеб Калелкар (при рождении — Даттатрея Балкришна Калелкар (маратхи दत्तात्रय बाळकृष्ण कालेलकर; 1 декабря 1885, Сатара, Британская Индия — 21 августа 1981, Нью-Дели) — индийский политик, борец за свободу Индии от британского владычества, социальный реформатор, прозаик, журналист. Видный исследователь гандизма.

## Биография
Калелкар родился 1 декабря 1885 года в Сатаре в семье, владевшей деревней Калели, расположенной около города Савантвади (ныне в индийском штате Махараштра); фамилия семьи произошла от названия этой деревни.
В 1903 году Калелкар поступил в Фергюссон-колледж (англ. Fergusson College) в городе Пуна, в 1907 получил там степень бакалавра гуманитарных наук в области философии. В 1908 году он поступил в «Ганеш Видьялая» в Белгауме для получения квалификации бакалавра права, по которой сдал экзамены первого года. Тогда же он работал в редакции националистической ежедневной газеты «Раштрамат», а с 1910 года — учителем в школе «Ганганатх Видьялая» в городе Барода. В 1912 году британские власти закрыли эту школу из-за национализма в ней.
В 1913 году Калелкар отправляется пешком в Гималаи, затем вместе с Ачарьей Крипалани в Бирму. В 1915 — первый раз встречается с Махатмой Ганди.
Под влиянием Ганди Калелкар переселился в Сабармати Ашрам, где преподавал в ашрамовской школе «Раштрия Шала» и одно время был редактором выпускаемой ашрамом газеты «Сарводая». Несколько раз сидел в тюрьме за участие в Индийском национально-освободительном движении. С одобрения Ганди Калелкар стал одним из основателей университета «Гуджарат Видьяпитх» в Ахмедабаде и работал в нём проректором с 1928 по 1935 год, а на других должностях — до 1939 года. Махатма Ганди называл
Какасахеба Калелкара «саваи гуджарати» — «на четверть больше, чем гуджарати».
В 1930 году двое сыновей Какасахеба Калелкара — Сатис (Шанкар) Калелкар и Бал Даттатрея Калелкар — приняли участие в Соляном походе в числе его первоначальных участников, вышедших из Сабармати Ашрама.
В 1935 году Калекар становится членом комитета «Раштабхаша Самити», занимающегося поддержкой языков хинди и хиндустани как национальных языков Индии. С 1948 года до конца жизни сотрудничал с Ганди Смарак Нидхи. С 1952 по 1964 год был членом Раджья сабхи, с 1953 — возглавлял Первая комиссия по отсталым классам (англ. First Backward Classes Commission), которую часто называли «комиссией Калекара», с 1959 — литературный институт Гуджарати Шахитья Парисад (гудж. ગુજરાતી સાહિત્ય પરિષદ).
Умер 21 августа 1981 года.

## Награды
- 1965 — Шахитья (англ. Sahitya Akademi Award) — премия Литературной академии Индии[3].
- 1971 — Стипендия Литературной академии Индии.
- 1964 — Падма вибхушан, вторая из высших гражданских государственных наград Индии. В знак признания исключительного и выдающегося служения нации[3][8].